# Evolvulus pterygophyllus
Evolvulus pterygophyllus är en vindeväxtart som beskrevs av Carl Friedrich Philipp von Martius. Evolvulus pterygophyllus ingår i släktet Evolvulus och familjen vindeväxter. Inga underarter finns listade i Catalogue of Life.